# Phytoseius deima
Phytoseius deima är en spindeldjursart som beskrevs av Afzal och Akbar 2005. Phytoseius deima ingår i släktet Phytoseius och familjen Phytoseiidae. Inga underarter finns listade i Catalogue of Life.